# 宮田達男
宮田 達男（みやた たつお、1928年10月7日 - 2012年6月3日）は、東京都出身の脚本家、作詞家。

## 人物
日活配給映画やTBS制作のテレビドラマを多数手掛けた。脚本家だけでなく作詞家としても活動していた。
2012年6月3日、呼吸不全のため死去。83歳没。
長女は演出家・新国立劇場演劇芸術監督の宮田慶子。

## 主な作品

### 脚本

#### 映画
※『こわしや甚六』以外日活配給作品
- 刑事物語
  - 刑事物語 前科なき拳銃（1960年）
  - 刑事物語 知り過ぎた奴は殺す（1960年）
  - 刑事物語 ジャズは狂っちゃいねえ（1961年）
- 機動捜査班
  - 機動捜査班（1961年）
  - 機動捜査班 罠のある街（1961年）
  - 機動捜査班 秘密会員章（1961年）
  - 機動捜査班 東京危険地帯（1962年）
  - 機動捜査班 無法地帯（1962年）
  - 機動捜査班 東京午前零時（1962年）
  - 機動捜査班 群狼の街（1962年）
- 拳銃横丁（1961年） - 長谷川公之と共同
- サラリーマン物語 新入社員第一課（1962年）
- 海の鷹（1963年）
- こわしや甚六（1968年、松竹）

#### テレビドラマ
- お道楽ファンタジー / OK横丁に集れ（1957年、NTV）
- 人生ご案内（1958年 - 1959年、KR）
- 大洋劇場 / コメディ 本番OK（1958年 - 1959年、KR）
- あんみつ姫（中原美紗緒版）（1958年 - 1960年、KR）
- NEC劇場→NECサンデー劇場（NET）
  - 維新風雲録（1958年）
  - 夜のイヤリング（1960年）
- 少年探偵ドラマ / 口笛探偵長（1959年 - 1960年、NTV）
- ホップステップお嬢さん（1960年 - 1961年、KR）
- 熱血カクタス（1960年、BSN）
- 東芝土曜劇場 / 人形の眼（1960年、CX）
- 特別機動捜査隊（1961年 - 1962年、NET）
- 教授と次男坊（1961年、NTV）
- 七人の刑事（TBS）
  - 第1シーズン（1961年 - 1964年）
  - 第2シーズン（1968年）
- 夢を失わず（1962年、KTV）
- でっかく生きろ!（1964年、TBS） - 第3話のみ
- 水の炎（1964年、NTV）
- ママの同窓会（1964年、CX）
- 天下の若者（1964年 - 1965年、CX）
- クラレアワー / 続・咲子さんちょっと（1964年 - 1965年、TBS）
- 格言社長と実行社員（1964年 - 1965年、TBS）
- 男は太郎（1964年 - 1965年、CX）
- あしたのお嬢さん（1965年、TBS)
- ヨーイ・ドン（1965年、CX）
- 夜間飛行（1965年、NTV）
- サザエさん（1965年 - 1967年、CX）
- おれの番だ!（1965年、TBS） - 第11話のみ
- 土曜日の虎（1966年、TBS） -  第9話のみ
- 東京警備指令 ザ・ガードマン（1966年、TBS）
- 特ダネ記者（1966年、NTV）
- オーイわーいチチチ（1966年、NTV）
- ウルトラマン（1966年、TBS） - 第11話のみ
- お嫁さん（TBS）
  - 第1シリーズ（1966年） - 第21話のみ
  - 第2シリーズ（1967年） - 第1話のみ
  - 第3シリーズ（1967年）
  - 第4シリーズ（1968年）
  - 第5シリーズ（1968年 - 1969年）
  - 第6シリーズ（1969年）
  - 第7シリーズ（1969年 - 1970年）
- おにいさん（1967年、CX）
- レ・ガールズ（1967年、NTV）
- みんな世のため（1967年、NET）
- 刑事さん（TBS）
  - 第1シリーズ（1967年）
  - 第2シリーズ（1968年）
- おムコさん（1968年、TBS）
- ナショナル劇場 / こんにちは!そよ風さん（1969年、TBS）
- ひげとたんぽぽ（1969年、NTV） - 第7話のみ
- 江戸川乱歩シリーズ 明智小五郎 第4回「ダイヤモンドを喰う女 黒蜥蜴より」（1970年、12ch） - 長谷川公之と共同
- 二人の刑事（1970年、TBS） - 第7話のみ
- ベルサイユのトラック姐ちゃん（1976年、NET） - 長谷川公之と共同

### 原作
- おーい!わが家（1967年、CX）

### 作詞
- ヒマラヤ天兵 - 井出昭と共同
- 江利チエミ 「サザエさん」